# Liste der Einträge im National Register of Historic Places im Covington County (Alabama)
Die Liste der Registered Historic Places im Covington County in Alabama führt alle Bauwerke und historischen Stätten im Covington County auf, die in das National Register of Historic Places aufgenommen wurden.

## Aktuelle Einträge
| Lfd. Nr. | Name                                    | Bild | Datum der Eintragung | Adresse/Lage                                                                                         | Ort       | ID-Nr.   | Beschreibung |
| -------- | --------------------------------------- | ---- | -------------------- | --- | --------- | -------- | ------------ |
| 1        | Andalusia Commercial Historic District  |      | 26. Jan. 1989        | grob begrenzt durch Coffee St., Gleise der Bahnstrecke von CSX Transportation und S. Three Notch St. | Andalusia | 88003238 |              |
| 2        | Avant House                             |      | 16. Feb. 1996        | 909 Sanford Rd.                                                                                      | Andalusia | 96000046 |              |
| 3        | Bank of Andalusia                       |      | 28. Jan. 1989        | 28 S. Court Sq.                                                                                      | Andalusia | 88003239 |              |
| 4        | Central of Georgia Depot                |      | 30. Aug. 1984        | 125 Central St.                                                                                      | Andalusia | 84000606 |              |
| 5        | Covington County Courthouse and Jail    |      | 28. Jan. 1989        | 101 N. Court Sq.                                                                                     | Andalusia | 88003240 |              |
| 6        | First National Bank Building            |      | 26. Aug. 1982        | 101 S. Cotton St.                                                                                    | Andalusia | 82002006 |              |
| 7        | J. W. Shreve Addition Historic District |      | 9. Sep. 2009         | 115-300 6th Ave, 302-425 College St., 403-505 E. Three Notch St.                                     | Andalusia | 09000692 |              |
| 8        | Opp Commercial Historic District        |      | 29. Okt. 2001        | grob begrenzt durch Covington Ave., Hart St., Main St., Whaley St. und College St.                   | Opp       | 01001164 |              |
| 9        | William T. Shepard House                |      | 14. Aug. 1973        | Poley Rd.                                                                                            | Opp       | 73000339 |              |